# N-甲基谷氨酸
N-甲基-l-谷氨酸（英語：或简称甲基谷氨酸，methylglutamate），分子式C6H11NO4，是谷氨酸的衍生物，氨基上的氢被甲基取代，由谷氨酸和甲胺生物合成。